# 洪熙官 (電視劇)
《洪熙官》（英語：The Kung Fu Master），香港亞洲電視本港台的劇集。共30集。

## 剧情简介
洪熙官的历史背景是在清朝，清兵入关之后，汉人中的爱国之士一直在暗中筹划反清复明大业。这部剧集以著名传奇人物洪熙官的经历为线索，描述了一段情节跌宕起伏的故事。甄子丹扮演的洪熙官不满父亲洪亭南是清朝高官，一度离家在外，而后来逐渐他居然发现自己一直很崇拜的反清义士赤龙居然就是父亲，洪亭南借清朝的官位掩护，暗中组织反清之计。

## 演員表
- 甄子丹 飾 洪熙官~得父親传艺，創立洪拳
- 鄧浩光 飾 江錦綸~詠春丈夫
- 甄志強 飾 高進忠~大反派，后期武功高強
- 黃莎莉 飾 五枚師太
- 蔡曉儀 飾 嚴詠春~得五枚教授，习得詠春拳
- 張家輝 飾 方世玉~有一身好武功，但性格顽皮
- 司馬華龍 飾 方德~世玉父親
- 陳靖允 飾 苗翠花~世玉母親
- 梁錦燊 飾 嚴　湛~詠春父親，反清义士
- 吳毅將 飾 三德和尚~少林弟子，武功高强
- 韓義生 飾 三戒和尚~三德師兄，武功高强
- 煒　烈 飾 馮道德~武当掌门，武功高深
- 羅　烈 飾 哈薩多~洪亭南好朋友，忠臣
- 李道洪 飾 穆里布~奸人一等
- 陳綺明 飾 佟　敏
- 梁日豪 飾 童千斤~天生力大无穷
- 黃允財 飾 　隆
- 張錚 飾 至善禪師~少林方丈，易筋經高手，內力天下无双
- 黃樹棠 飾 白眉道長（十四皇叔）~冯道德師兄，武功可謂天下第一，后死於洪熙官手上
- 吳浣儀 飾 洪　母
- 潘志文 飾 洪亭南~日月会首領「赤龙」武功高强，洪熙官父親
- 吳廷燁 飾 碩　托
- 劉宗基 飾 托手下果
- 嘉　俊 飾 托手下豪
- 王清河 飾 忠爺爺
- 石中玉 飾 公　公
- 韦家雄 飾 玉家丁
- 仲　煒 飾 日月會甲
- 日本仔 飾 日月會乙
- 冼灝英 飾 索都統
- 萬斯敏 飾 宛　蘭
- 余文炳 飾 洪府總管
- 梁碧芝 飾 洪府婢女
- 劉國武 飾 武當高手甲
- 吳　廷 飾 武當高手乙
- 陳麗雲 飾 童千斤母
- 周兆麟 飾 漢人甲
- 顏晉霖 飾 漢人乙
- 陳嘉偉 飾 漢人丙
- 林子博 飾 漢人丁
- 陳　東 飾 牛　伯
- 黃麗梅 飾 高　母
- 王　薇 飾 鄭鈴兒~熙官朋友，並喜歡其！
- 甘　山 飾 鈴　父
- 譚少英 飾 鈴　母
- 梁珊 飾 皇太后
- 容錦昌 飾 胡惠乾

## 製作演員
- 武術顧問 : 甄子丹

## 軼事
本劇不少演員曾參演背景雷同的1986年亞視劇集《少林五壯士》，包括吳毅將（當時以「吳彩南」名義參演）、司馬華龍、甘山、煒烈、黃樹棠，其中吳毅將及司馬華龍更在兩劇飾演相同角色。